# 7525 Kiyohira
7525 Kiyohira è un asteroide della fascia principale. Scoperto nel 1992, presenta un'orbita caratterizzata da un semiasse maggiore pari a 2,2932698 UA e da un'eccentricità di 0,1129121, inclinata di 6,81055° rispetto all'eclittica.